# 神々のワードプロセッサ
『神々のワードプロセッサ』（かみがみのワードプロセッサ、Word Processor of the Gods）は、スティーヴン・キングの短編小説である。1983年に「PLAYBOY」誌に掲載された『Word Processor』が初出であり、後に短編集『en:Skeleton Crew』（1985年）に収録された。
日本語訳は本作を表題とした短編集『神々のワードプロセッサ』に収録されている。

## あらすじ
リチャードはハイスクールの教職にあり、ろくでなしの兄を持ち、心の通わない妻子と暮らしている。リチャードはかつて小説家を志しており、現在もその夢を捨てられないでいる。機械いじりの得意な甥のジョナサンを可愛がっていたが、彼は交通事故により帰らぬ人となる。
自身の何度目かの誕生日、彼の元にジョナサンからのプレゼント―手製のワードプロセッサが届く。リチャードはそのワードプロセッサに現実世界を改変する力があることを発見する。ワードプロセッサである単語を削除すると現実世界の実物も「削除」され、単語を挿入すると現実世界にも実物が「挿入」されるのだ。
いくつか試してみると、ワードプロセッサはあきらかに不具合を起こしはじめた。火花を散らすワードプロセッサをリチャードは操作しながら、妻と結婚し子供が出来た事実を入力し「削除」。以前は自分の恋人であり兄が奪った兄嫁と結婚し甥のジョナサンが産まれたと「挿入」した。

## 同作に関連するもの
- 『Skeleton Crew』の序文には本作の原稿料にまつわるエピソードが収録されている（日本語版では『骸骨乗組員』に収録されている）。
- フロム・ザ・ダークサイド　死霊の配達人 en:Tales from the Darksideにおいてテレビドラマ化されている。

## 短編集『神々のワードプロセッサ』
『Skeleton Crew』は分冊形式で3回に分けて日本語訳されている。短編集『神々のワードプロセッサ』はその第2分冊にあたり、タイトル作品を含む6編が収録されている。

### 収録作品
- パラノイドの唄 - Paranoid: A Chant（1985）訳:矢野浩三郎
- 神々のワードプロセッサ - Word Processor of the Gods（1983）訳:矢野浩三郎
- オットー伯父さんのトラック - Uncle Otto's Truck（1983）訳：矢野浩三郎
- ジョウント - The Jaunt（1981）訳:大村美根子
アルフレッド・ベスターの『虎よ、虎よ!』に登場するジョウント効果に由来する。
- しなやかな銃弾のバラード - The Ballad of Flexible Bullet（1984）訳:山本光伸
- 猿とシンバル - The Monkey（1980）訳:深町眞理子

### 出版情報
スティーヴン・キング短編傑作全集2 神々のワードプロセッサ
出版所：サンケイ出版
出版日：1987年2月
ISBN 4-383-02590-0
スケルトンクルー2 神々のワードプロセッサ
発行所：扶桑社
出版日：1988年5月
ISBN 4-594-00285-4